# Djamel Mati
Djamel Mati, né le 26 avril 1952, à Alger, est un romancier algérien de langue française.

## Biographie
Natif d'Alger, Djamel Mati a suivi des études d'ingénieur à l’institut hydrométéorologique de formation et de recherche d’Oran. Après l'obtention de son diplôme d'ingénieur d’état en géophysique, il rejoint en 1976 l’Institut de Météorologie et de physique du Globe d’Alger (devenu le CRAAG -Centre de Recherche en Astronomie Astrophysique et Géophysique).
Djamel Mati commence à écrire dès l'adolescence mais ce n'est qu'en 1999 qu'il publie un premier ouvrage, un essai scientifique intitulé Le bug de l’an 2000 ou la première problématique du troisième millénaire. Son premier roman (Sibirkafi.com) sortira en 2003 aux éditions Marsa.
Défenseur d'une écriture libre et engagée, il dépeint la réalité en recourant à l’ironie et à l’absurde dans ses romans. Son œuvre plonge le lecteur dans un monde déconcertant au milieu de personnages, en quête identitaire et existentielle.
Il est lauréat du prix Assia Djebar pour son roman Yoko et les gens du Barzakh en 2016.
Djamel Mati vit encore à Alger, sa ville natale.